# 浄土

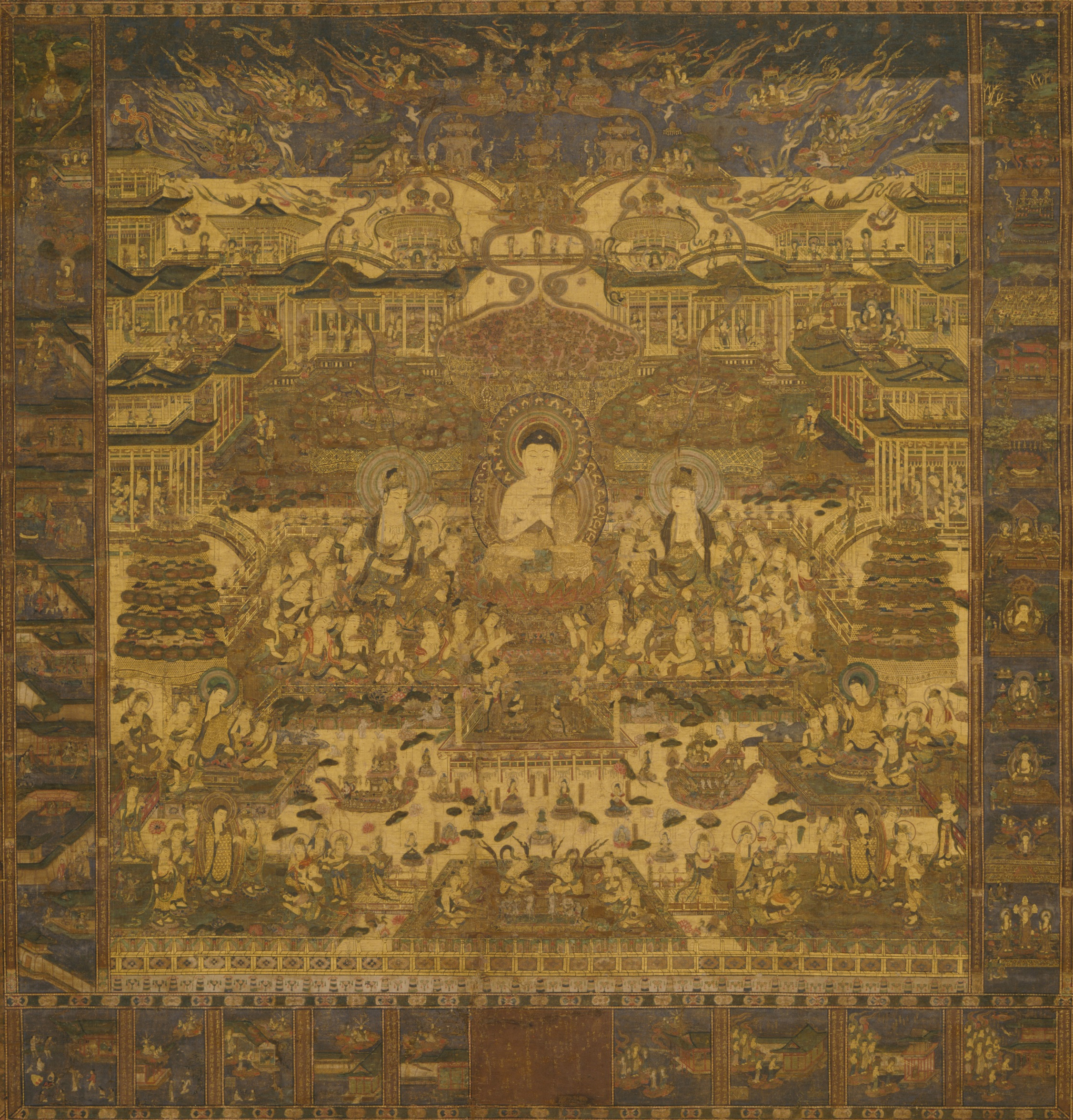

浄土（）とは、大乗仏教において、一切の煩悩やけがれを離れ、五濁や地獄・餓鬼・畜生の三悪趣が無く、仏や菩薩が住む清浄な国土のこと。清浄仏土、仏国、仏刹（）、浄刹（）、浄国、浄界などとも言われる。煩悩に汚染されている衆生が住む穢土（）と対比される語である。浄土を焦点とする様々な宗派は、浄土教と分類されている。

## 概略
阿弥陀如来の西方極楽浄土、薬師如来の東方浄瑠璃浄土などの種々の浄土があるとされる。浄土の語は大乗仏教における宗教的理想郷を指す言葉としても広く用いられたが、平安後期以降に浄土教が広まるにつれて、浄土は主として阿弥陀如来の西方極楽浄土を指すようになった。浄土教系諸宗派では、阿弥陀如来は自らの名を称える者（「南無阿弥陀仏」と称名念仏をする者）を必ず極楽浄土に迎え入れるという誓いを立てたとし、阿弥陀如来への帰依で浄土に往生し輪廻から解脱できると説く。
「天界」と「仏界の浄土」はしばしば混同されるが、仏教の教義上別の世界で仏界（浄土）の方が天界より上位に位置する。浄土教系諸宗派の教義によれば、六道輪廻で生まれ変わることのできる最上位の「天界」の天人（天の人々）は清浄であるが不老不死ではなく寿命を迎えれば六道のいずれかに転生するのに対して、阿弥陀如来の教化する極楽浄土に往生した者は永遠の生命と至福が得られるという。『往生要集』では現世の人間より遥かに楽欲を受ける天人でも最後は天人五衰の苦悩を免れないと説いて、速やかに阿弥陀如来に帰依して六道輪廻から解脱し浄土に往生すべきと力説している。
上座部仏教の側からは、釈迦は現世を一切皆苦とし、欲や執着を絶って輪廻から解脱して二度と生まれ変わることなく涅槃に至る状態（「灰身滅智」の状態、または肉体のない不可知的な状態）を至高としたのであって、来世救済（浄土への往生）は説いていないと解釈している（大乗非仏説）。上座部仏教の教義では釈迦在世中のバラモン教の教義に起源をもつ「天界」の存在は想定するが、それよりも上位に位置する「仏界」や「浄土」の存在は想定しない。

## 起源と名称

### 起源
極楽浄土の観念は、リグ・ヴェーダに始まるヴェーダ文献にその起源を求めることも可能であるとする説がある。
天界のうち兜率天は将来如来になる者が住む所とされ、現在は弥勒菩薩が住んでいるという。釈迦も前世は兜率天にいたが白象に化してマーヤーの胎内に入り現世に現れたとされる。そのため死後に兜率天に転生することを望む「兜率往生」の信仰が仏教のかなり早い段階から存在したが、それが浄土思想の萌芽になったと考える説もある。

### 名称
「浄土」は、漢訳の無量寿経の「清浄国土」を2字に縮めた語である。サンスクリットには浄土を意味する術語は無いとされるが、漢訳仏典の訳語の用例からみて、仏国土を意味する梵: buddha‐kṣetraの訳語とされている。

## 浄土の種類
『岩波 仏教辞典』によれば、浄土には来世浄土、浄仏国土、常寂光土の3種類があるとされる。

### 来世浄土
来世浄土は、死後に赴く浄土として来世に立てられた浄土である。「この世に仏はいないが、死後の来世に他の世界へ行けば仏に会える」という来世他土思想に由来している。阿弥陀仏の西方極楽浄土、阿閦仏の東方妙喜世界などが有名である。

### 浄仏国土
浄仏国土（じょうぶっこくど）とは、現実世界の浄土化を意味する語であり、現実の中で仏道実践に励む菩薩の菩薩行として立てられたものである。維摩経の仏国品などに説かれる。

### 常寂光土
常寂光土（じょうじゃっこうど）とは、一切の限定を超えた絶対浄土。仏の悟りである真理そのものが具現している世界。天台宗で説く四土のうちの最高のものであり、智顗が『維摩経文疏』1で説いた。

### 三浄土説の対立
来世浄土、浄仏国土、常寂光土の3種の浄土説は、ときには矛盾・対立することもあった。例えば、来世浄土は最も機根の低い者のための方便説であるとされて、来世浄土に基づく浄土念仏が批判され、真実説は絶対浄土としての常寂光土であるとされることがあった。また、本覚思想などの現実肯定の立場からは常寂光土が歓迎されたが、智顗のように来世浄土を低く評価した者であっても、実際の死に際しては浄土への往生を願うことがあった。

## 浄土の例
下記のような浄土がある。
- 阿弥陀如来の西方極楽浄土
- 阿閦如来の東方妙喜世界
- 薬師如来の東方浄瑠璃浄土
- 毘盧遮那仏の蓮華蔵世界
- 大日如来の密厳浄土
- 釈迦如来の霊山浄土
- 弥勒菩薩の兜率天
- 観世音菩薩の補陀落浄土

## 穢土
穢土とは、衆悪不淨の土、汚れた国土という意味であり、煩悩で汚れた凡夫が住む現実のこの世界のこと。娑婆、穢国ともいう。浄土と対比していわれる。
- 「四悪趣の衆生共住するを以ての故に穢土と名づけ、四悪趣なきを以ての故に淨土となす」 - 維摩経 [5]
- 「我が佛國土は常に淨きこと此の如し。斯の下劣の人を度せんと欲するが爲の故に、是の衆悪不淨の土を示す」 - 維摩経 仏国品[5]

### 仏典における扱い
- 『維摩経』仏国品では、「丘陵、坑坎、荊棘、沙礫、土石、諸山ありて、穢悪充満せり」といい、砂漠地帯や開拓されていない荒野などを穢国といっている。
- 『往生論註』巻上では、「三界を見るに、これは虚偽の相であり、これは輪転の相であり、これは無窮の相であり、尺蠖の循環するが如く、蚕繭の自縛するが如し」といい、虚偽の世界、流転の世界、尺取虫が丸くなって丸いものを廻るように流転し、蚕の繭の如く自らを縛りつけ苦しむ世界が穢土だという。

ここでは人間が自縄自縛して、虚妄なるものを虚妄としらず、それにとらわれ苦しんでいる煩悩の世界をいう。

## 関連文献
- 瓜生津隆真『十住毘婆沙論・浄土論』(傍訳浄土思想系譜全書 1)四季社、ISBN 4-88405-267-6。
- 鈴木大拙『浄土系思想論』 法藏館、ISBN 483187115X。
- 松本文三郎『弥勒浄土論・極楽浄土論』 平凡社東洋文庫、ISBN 4-582-80747-X。